# マザルタグ
マザルタグ（中国語：麻札塔格、英語：Mazar Tagh）は、タクラマカン砂漠の中にある吐蕃時代の盛土の砦の遺跡である。ミーラン要塞と同様、発掘により8世紀から9世紀の文書が多く見つかり、吐蕃初期の歴史の理解に貢献した。遺跡は現在の新疆ウイグル自治区ホータン地区ホータン市の北にある。

## 歴史

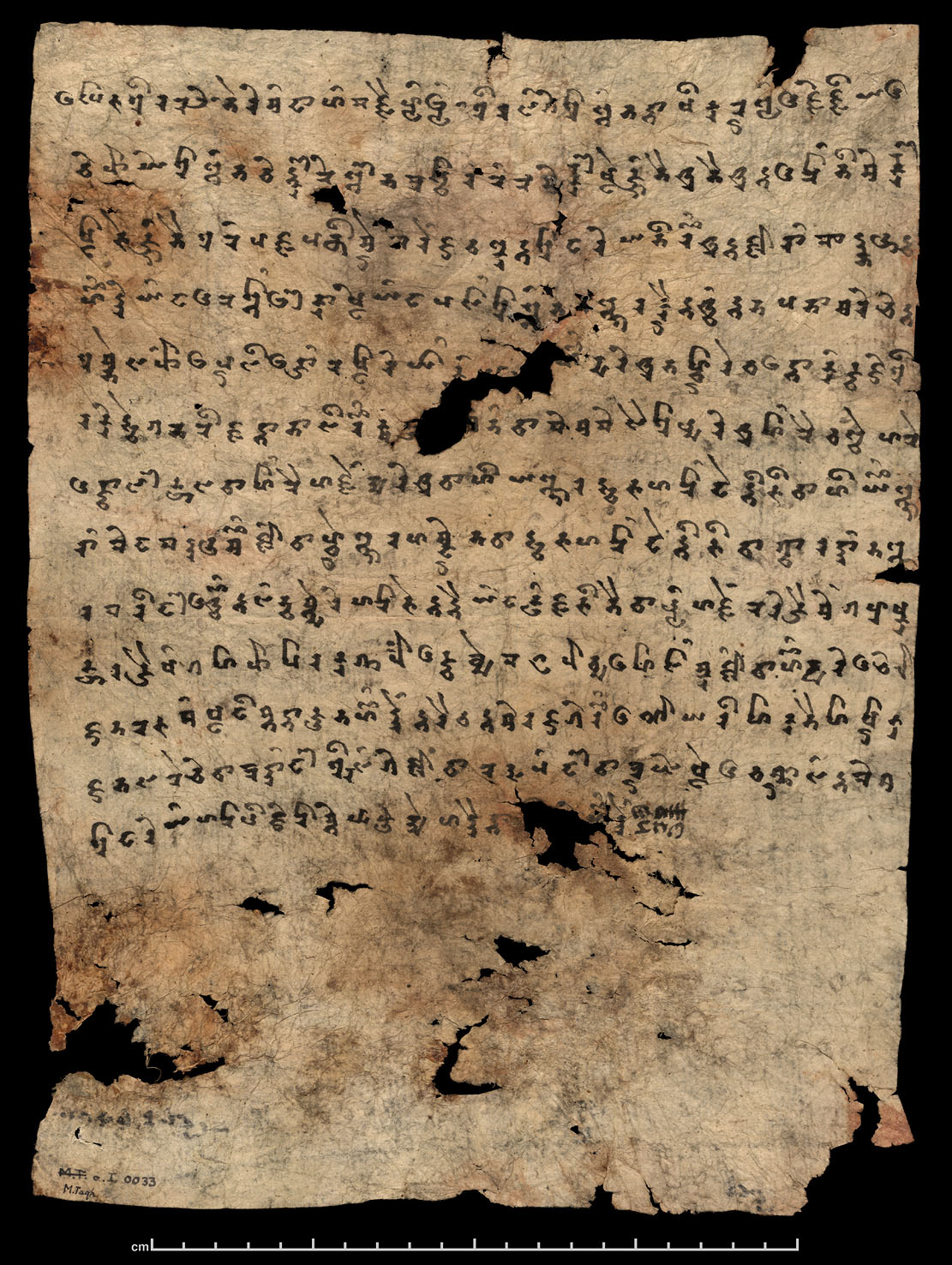
マザルタグで見つかった文書: IOL Khot 41

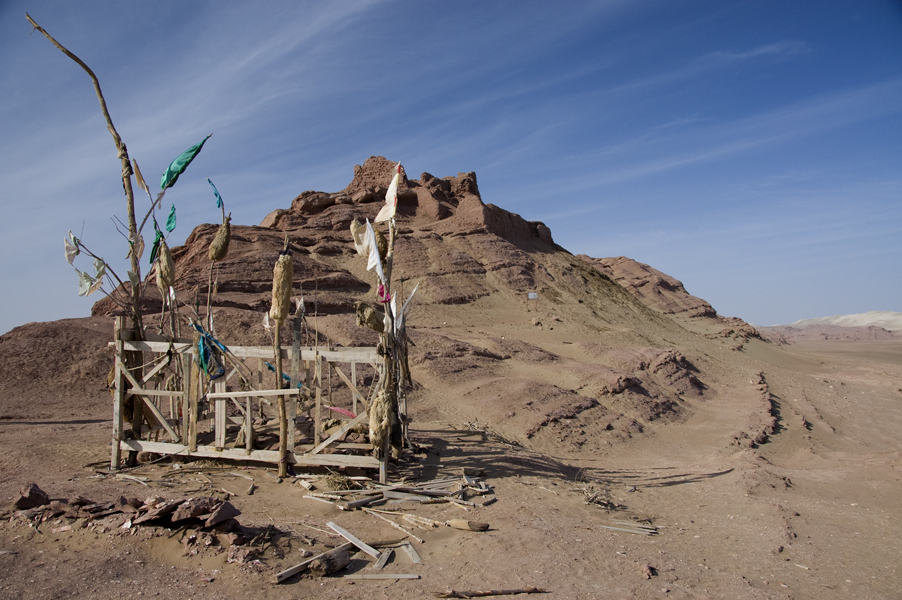
現在のイスラム教の神殿

マザルタグは古代のホータン王国の一部であった。吐蕃軍が砦を建設する前は、「聖なる丘」として知られた巡礼地であった。吐蕃時代、マザルタグはミーランと同様吐蕃のホータン地方の前哨部隊の主要な拠点であり、兵士のみならずその家族や公務員、商人なども居住していた。オーレル・スタインは1907年に彼が初めてマザルタグを訪れた際にイスラム教の神殿が丘の上にあったことを書き記し、マザルタグは現代のトルコ語で「聖なる神殿の丘」を意味すると付記している。この丘には現在もイスラム教の神殿（マザル）がある。

## 考古学
マザルタグはオーレル・スタインが1907年の第二次中央アジア遠征の際、および1913年の第三次遠征の際に発掘した。砦には5つの部屋（スタインはiからvまで番号を振っている）と現在も一部が立っている監視塔がある。砦とともに、スタインは砦の北側、および北東斜面にあったごみの山を発掘し、多くの破棄された吐蕃の軍事に関する文書（紙や木に記されていた）を発見した。大英図書館には1168の木の文書（図書請求番号:IOL Tib N）と321の紙の文書（図書請求番号:Or.150000）が収蔵されている。スタインはコータン語、ウイグル語、ソグド語の文書も発見した。コータン語の文書の中にチベットの"主"について述べた物がある。スタインはこのほかに数は少ないものの矢や剣の鞘、靴、さいころ、くしや筆といった工芸品も見つけている。これらは大英博物館のMAS.480からMAS.509として管理されている。